# 연애 말고 결혼
《연애 말고 결혼》은 2014년 7월 4일부터 2014년 8월 23일까지 tvN에서 방영된 대한민국의 텔레비전 로맨스 드라마이다.

## 줄거리
억지로 결혼을 강요받는 남자 주인공이 집안을 포기시킬 목적으로 절대 집안에서 허락할 것 같지 않은 지방대 출신 명품 판매장 직원을 애인으로 소개하면서 벌어지는 일을 그린 드라마

## 등장 인물

### 주요 인물
- 한그루 : 주장미(29세) 역 (아역 김하유) - 백화점 명품매장 판매직원
- 연우진 : 공기태(33세) 역 (아역 김진우) - 명문대 의대 졸업, 성형외과 전문의, 개인병원 원장
- 정진운 : 한여름(28세) 역 (아역 홍현택) - 전문대 조리학과 중퇴, 요리사
- 한선화 : 강세아(33세) 역 - 명문대 의대 졸업, 공기태와 동기, 성형외과 전문의
- 허정민 : 이훈동(33세) 역 - 명문대 농대 졸업, 공기태의 친구, 레스토랑 운영
- 윤소희 : 남현희(24세) 역 - 명문대 지방분교 출신, 백화점 명품매장 판매직원

### 주장미의 주변 인물
- 임예진 : 나소녀(50대 중반) 역 - 주장미의 어머니, 남편과 함께 치킨집 운영
- 박준규 : 주경표(50대 후반) 역 - 주장미의 아버지

### 공기태의 주변 인물
- 김해숙 : 신봉향(50대 후반) 역 - 공기태의 어머니, 가정주부
- 김갑수 : 공수환(50대 후반) 역 - 공기태의 아버지, 국문과 교수
- 김영옥 : 노점순(80대) 역 - 공기태의 할머니
- 박희진 : 공미(40세) 역 - 공기태의 막내고모

### 이훈동의 주변 인물
- 이보희 : 이훈동의 어머니(50대 후반) 역 (특별출연)

### 남현희의 주변 인물
- 박소정 : 남현희의 어머니(40대 후반) 역

### 그 외 인물
- 이연경 : 공수환의 내연녀 역
- 허재호 : 엄대식 역 - 유럽 유학파 쉐프
- 박명훈 : 형사 역
- 최대성 : 여직원 성추행으로 경찰 조사받는 남자 역
- 정미혜 : 치킨집 손님 역
- 김은숙 : 치킨집 손님 역
- 이재은 : 치킨집 손님 역
- 이승희
- 박태성 : 의사 역
- 정은성 : 성형외과 간호사 역
- 김윤아
- 이진목 : 술 취한 손님 역
- 김혜지
- 이영희 : 공기태의 고모 역
- 김추월 : 공기태의 둘째고모 역
- 원종례 : 공기태의 고모 역
- 반혜라
- 현숙희
- 이미윤 : 미용사 역
- 조현진 : 간호사 역
- 손대방
- 이여울
- 김윤주 : 성형외과에서 상담받는 환자 역
- 송경화 : 백화점 매장직원 역
- 김종호 : 한의사 역
- 임아영 : 웨딩드레스샵 직원 역
- 양은용 : 고은이 엄마 역
- 이윤희
- 이다해 : 잡지 인터뷰 진행자 역
- 유영복
- 강태우
- 배태영 : 의류매장 사장 역
- 김종호 : 의류매장 사장 역
- 고규필 : 공기태가 주문한 치킨을 대신 받는 남자 역
- 박수연 : 잡지 인터뷰 진행자 역
- 하다영
- 전미정
- 유필란 : 젊은 신봉향 역
- 안수호 : 낚시꾼 역
- 이준희 : 의사 역
- 김선녀 : 환자 역
- 허동원 : 환자의 보호자 역
- 김상일 : 결혼식장 매니저 역

### 아역
- 성소윤 : 고은 역 - 구순구개열을 가진 아이

### 특별출연
- 이한위 : 판사 역 (1화)
- 남지현 : 공기태의 소개팅녀 역 (1화)
- 최대철 : 클럽에서 만난 이훈동의 친구 역 (2화)
- 허준 : 자선파티 사회자 역 (2화)
- 안해숙 : 학교 이사장 부인 역 (5화, 15화)
- 안혜경 : 공기태 병원에 성형하려 온 여자 역 (11화)
- 김정민 : 성형중독 악성블로거 역 (13화)
- 줄리엔 강 : 리차드 버스틴 역 - 성형외과 의사 (14화, 16화)
- 토니오 : 토니오 역 - 쉐프 (16화)

## 시청률
최저 시청률과 최고 시청률은 시청률 조사회사와 지역별로 시청률에 차이가 있을 수 있습니다.
| 2014년 | 2014년   | 2014년                                   | 2014년          |
| 회차   | 방송일자 | 부제                                     | AGB 닐슨 시청률 |
| ------ | -------- | ---------------------------------------- | --------------- |
| 제1회  | 7월 4일  | 예의바르게 이별하는 법                   | 0.85%           |
| 제2회  | 7월 5일  | 널리 이롭게 하는 친절, 어장관리          | 1.36%           |
| 제3회  | 7월 11일 | 혼자서도 행복하기, 아니 살아남기         | 1.75%           |
| 제4회  | 7월 12일 | 누구를 위하여 전은 부치나                | 1.57%           |
| 제5회  | 7월 18일 | 오직 너에게만 할 수 있는 말              | 1.90%           |
| 제6회  | 7월 19일 | 혼자인 듯 혼자 아닌 혼자 같은 나         | 1.51%           |
| 제7회  | 7월 25일 | 안 괜찮아도 괜찮아                       | 2.21%           |
| 제8회  | 7월 26일 | 매리 미 이프 유 캔                       | 2.13%           |
| 제9회  | 8월 1일  | 먼 곳에서의 하룻밤                       | 2.38%           |
| 제10회 | 8월 2일  | 마지막 순간까지 결코 들키지 말아야 할 것 | 2.00%           |
| 제11회 | 8월 8일  | 고백 (Go Back)                           | 2.61%           |
| 제12회 | 8월 9일  | 진심은 통할까?                           | 1.97%           |
| 제13회 | 8월 15일 | 기대지 말고 기대하지 말고                | 3.31%           |
| 제14회 | 8월 16일 | 쿨하지 못해 미안해, 고마워               | 2.05%           |
| 제15회 | 8월 22일 | 한 남자를 사랑한 두 여자                 | 2.28%           |
| 제16회 | 8월 23일 | 그럼에도 불구하고, 결혼                  | 1.62%           |
| 평균   | 평균     | 평균                                     | 1.97%           |